# 델포이
델포이(고대 그리스어: Δελφοί) 또는 델피(현대 그리스어: Δελφοί, 라틴어: Delphi)는 그리스의 포키스(Phocis)협곡에 있는 파르나소스 산의 남서쪽 산자락에 자리잡은 고대 그리스의 지명이자 도시를 말한다.
델포이는 고전기 그리스 시대 가장 중요한 신탁이었던 델포이의 신탁이 이루어진 곳이자, 땅의 배꼽 옴파로스가 놓여있던 장소이다. 그리스 신화에 따르면 아폴론이 이를 지키던 괴물 여신 피톤(고대 그리스어: Πύθον)을 죽였고 그 이래로 델포이는 아폴론을 숭배하는 주요 성소가 되었다. 일각에서는 피톤이 아폴론에게 패배하기 전 이곳의 지명이 본래 ‘피톤’("썩다"라는 뜻의 동사 (고대 그리스어: πύθειν)에서 파생됨)이었다고 주장한다. 《호메로스 찬가》 중 〈피티안 아폴론 찬가〉에는, 이 지명의 원래 이름이 ‘크리사’였음을 뜻하는 대목이 있다.
델포이의 아폴론 성역은 범그리스적인 성소로, 기원전 586년부터 4대 범그리스 경기 중 하나인 피티아 경기가 열려 4년마다 모든 그리스 세계에서 온 운동 선수들이 실력을 겨루었다. 경기의 승자는, 피톤의 살해를 재현했던 소년이 템피 계곡의 월계수를 잘라와 그 월계관을 쓰고 사람들의 환호를 받았다.
| 델포이class=notpageimage\| 그리스의 델포이 |

## 같이 보기
- 그리스의 미술
- 헤로도토스
- 플루타르코스

## 참고 문헌
- Stephen G. Miller, 《Ancient Greek Athletics》, 뉴헤이븐 및 런던: 예일대학교 출판부, 2004년